# مكسيكيون
الشعب المكسيكي (بالإسبانية: Pueblo mexicano)‏، هم الأشخاص الذين من المكسيك البلد المتعدد الأعراق في أمريكا الشمالية، أو الذين يتحدون مع الهوية الثقافية أو الهوية الوطنية المكسيكيَّة.
أصبحت المكسيك أمّة في عام 1821 عندما حصلت المكسيك على استقلالها من الإمبراطورية الإسبانية. المكسيك بلد متعدد الأعراق وبها نسب أوروبي من إسبانيا ونسب الهنود الحمر، لذلك يتم تعريف المكسيك بالدستور المكسيكي بدولة متعددة الأعراق القومية. واللغة المنطوقة لدى أكثر من المكسيكيين هي الإسبانية المكسيكية ويوجد هناك أكثر من 62 لغة من مختلف المجموعات اللغوية الأصلية ولغات أخرى نتيجة الهجرة إلى المكسيك. ويعيش ما يزيد على 78% من الشعب المكسيكي في المكسيك ولكن هناك عدد لا بأس به بفي الشتات بحوالي 22% يعيشون في الولايات المتحدة. ويمكن أن يشمل الشتات المكسيكي الأكبر أيضاً الأفراد الذين يتتبعون أصولًا إلى المكسيك ويعرفون أنفسهم على أنهم مكسيكيين. ويعتنق أغلب المكسيكيين المسيحية على مذهب الرومانيَّة الكاثوليكية.